# Васуки
Васуки (वासुकी) — в индуистской космологии мифическая громадная змея из повествования о пахтании богами мирового океана; царь среди нагов (в китайской версии — один из восьми великих нагов), полубожественных существ, изображаемых в форме змеи или человека с туловищем змеи.

## Миф
Данного змея боги и демоны использовали для взбалтывания океана в известной истории с добыванием амриты — эликсира бессмертия. В процессе взбалтывания из Васуки выделился смертельно опасный яд, который во спасение жизни на Земле согласился выпить Шива.

## Древность текстов
Храм Васуки в Аллахабаде (Nag Basuki Mandir) упоминается в древних текстах Матсья- и Курма-пуранах, которые относят к маха-пуранам. Принято считать, что большая часть маха-пуран появилась в период гуптов (с 320 по 500 годы н. э.). Согласно же традиции индуизма, пураны были составлены Вьясой в начале Кали-юги в конце IV тысячелетия до н. э.